# Brady Bowman
 Brady Bowman ist außerordentlicher Professor für Philosophie an der Penn State University. Sein Spezialgebiet ist die klassische deutsche Philosophie, vor allem Hegel, aber auch die anderen Hauptvertreter dieser Epoche, insbesondere Jacobi und Schelling, sowie relevante Denker der frühen Neuzeit wie Descartes und Spinoza. Er ist Vizepräsident der Internationalen Hegel-Gesellschaft und Mitherausgeber (mit Birgit Sandkaulen) der Zeitschrift Hegel-Studien.

## Leben und Werke
Bowman schloss sein Studium der Philosophie und der modernen deutschen Literatur an der Freien Universität Berlin ab. An derselben Universität promovierte er 2001 mit seiner Dissertation „Sinnliche Gewißheit: zur systematischen Vorgeschichte eines Problems des deutschen Idealismus“. Von 2000 bis 2007 war er Teil des von der DFG geförderten Sonderforschungsbereichs „Ereignis Weimar-Jena: Kultur um 1800“, an der Universität Jena. Im Jahr 2007 wurde er Professor an der Penn State University.
In seinem 2013 erschienenen Buch Hegel's Metaphysics of Absolute Negativity (Hegels Metaphysik der absoluten Negativität) bietet Bowman eine metaphysische Lesart Hegels an, die sowohl eine „radikale Transformation der philosophischen Kritik“ (wie beim Kantianismus) als auch eine „überzeugende Rehabilitierung der rationalistischen Metaphysik“ bietet, die im Gegensatz zu den nicht-metaphysischen Lesarten Hegels steht, die von Robert Pippin, John McDowell und Terry Pinkard vertreten werden. Kurz gesagt sieht Bowman Hegels „Metaphysik der absoluten Negativität“ als eine Antwort auf die Kritik der Metaphysik von Kant und Jacobi. Das Buch wurde unter anderem von Dean Moyar, Paul Gilad, Riccardo Pozzo, Giovanna Miolli, und Christophe Bouton rezensiert.

## Schriften (Auswahl)
- Brady Bowman: Hegel and the Metaphysics of Absolute Negativity. 2013, ISBN 978-1-139-52020-1, doi:10.1017/CBO9781139520201.